# Cortisone
Pour le personnage de bande dessinée, voir Vito Cortizone.
La cortisone, au sens biochimique, est une molécule glucocorticoïde naturelle de formule C21H28O5 qui est un métabolite inactif du cortisol, hormone synthétisée par les glandes surrénales. La cortisone n'est pas synthétisée par les surrénales. 
La cortisone, au sens courant, désigne l'hydrocortisone, c'est-à-dire le cortisol, ou un analogue du cortisol.
Le cortisol est dégradé en cortisone dans les reins par la 11β-hydroxystéroïde deshydrogénase (type 2).
La cortisone peut être à nouveau transformée en cortisol dans le foie par 11β-hydroxystéroïde deshydrogénase (type 1). Autrefois, il est arrivé que la cortisone (au sens biochimique) soit prescrite comme un pro-médicament qui ne devenait actif que par sa transformation en cortisol par la HSD11B1 hépatique.

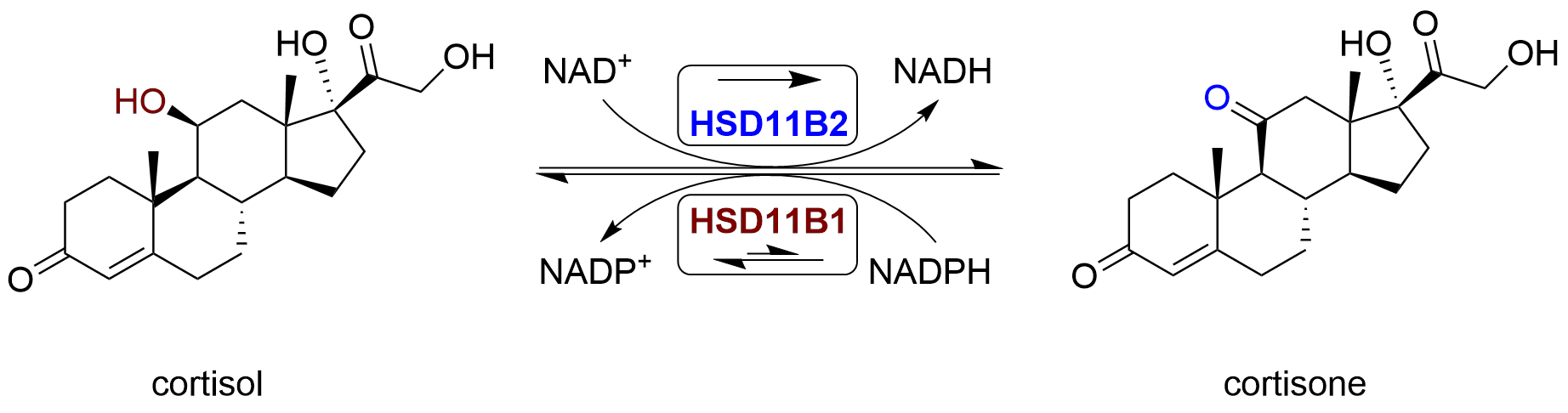
Conversion du cortisol en cortisone et réaction inverse
par les enzymes 11β-Hydroxystéroïde déshydrogénase 2 et 1, respectivement.

## Découverte
On s'aperçut vers 1929-30 que les animaux survivaient à l'ablation des capsules surrénales, pour peu qu'on leur administre ensuite des extraits de ces glandes. La cortisone, composé organique présent dans ces tissus, ne fut elle-même isolée que dans les années 1935–1940 par différentes équipes de recherches : celle d'Oskar Wintersteiner (qui l'appela « composé F »), celle de Tadeusz Reichstein (qui l'appela « substance Fa ») et celle d’Edward Calvin Kendall (qui l'appela  « composé E »). Reichstein y reconnut une forme hydratée d'une hormone, le cortisol (hydrocortisone) à la fin de l'année 1937, avant qu'on s'aperçoive que cette cortisone (un „11-Oxycorticostéroïde“) est un produit d'oxydation du cortisol. Au cours de la Deuxième guerre mondiale, un chimiste de Merck & Co., Lewis Hastings Sarett, réussit la synthèse partielle de cortisone à partir d'acide désoxycholique. Le médecin Philip Hench a guéri en 1948 une patiente souffrant d'un rhume sévère en lui injectant de la cortisone. Deux ans plus tard, Kendall, Reichstein et Hench ont reçu le prix Nobel de médecine pour leur découverte des hormones des glandes surrénales, leur structure et leur action biologique. Enfin la synthèse complète de la cortisone a été réalisée en 1951 par Robert Woodward.

## Physiologie
Le cortisol est inactivé en cortisone par une enzyme : la 11β-hydroxystéroïde deshydrogénase (type 2), localisée au niveau des cellules principales du tube contourné distal ainsi que du canal collecteur du rein. Le cortisol a un rôle essentiel dans la régulation de certaines grandes fonctions de l'organisme : métabolisme des sucres, les défenses immunitaires, action sur l'inflammation, etc. Chaque individu produit de façon quotidienne du cortisol qui est nécessaire au bon fonctionnement de l'organisme.